# Sun-4
Sun-4 bezeichnet eine seit 1987 von Sun Microsystems produzierte Reihe von Unix Workstations und Servern. Die ursprüngliche Sun-4 Reihe bestand wie die Sun-3 Reihe aus VMEbus-Systemen, die aber – anstelle von 68k-Prozessoren – mit auf Suns eigener SPARC V7 RISC Architektur basierenden Mikroprozessoren ausgestattet waren. Die Sun-4 Architektur wird von SunOS ab der Version 3.2 unterstützt.
1990 wurde die Sun-4 Reihe zugunsten der SPARCstation und -server Reihe eingestellt. Allerdings erhielten einige der frühen SPARCstation und -server-Modelle bis 1991 noch Sun-4 Modellbezeichnungen.
Der Begriff Sun-4 wurde weiterhin verwendet, um in der Computerentwicklung die grundlegende Architektur eines SPARC-basierten Systems zu beschreiben.

## Modelle
Die Modelle der Sun-4 Reihe sind hier in annähernd chronologischer Reihenfolge aufgelistet.
| Modell | Codename | CPU board | CPU                                                           | CPU MHz   | max. RAM | Gehäuse                                               |
| ------ | -------- | --------- | ------------------------------------------------------------- | --------- | -------- | ----------------------------------------------------- |
| 4/260  | Sunrise  | Sun 4200  | Fujitsu MB89600 IU, Fujitsu MB86910 FPC, Weitek 1164/1165 FPU | 16,67 MHz | 128 MB   | 12 VME-Steckplätze (Desktop)                          |
| 4/280  | Sunrise  | Sun 4200  | Fujitsu MB89600 IU, Fujitsu MB86910 FPC, Weitek 1164/1165 FPU | 16,67 MHz | 128 MB   | 12 VME-Steckplätze (Rack)                             |
| 4/110  | Cobra    | Sun 4100  | Fujitsu MB86900 IU, Weitek 1164/1165 FPU (optional)           | 14,28 MHz | 32 MB    | 3 VME-Steckplätze (Desktop)                           |
| 4/150  | Cobra    | Sun 4100  | Fujitsu MB86900 IU, Weitek 1164/1165 FPU (optional)           | 14,28 MHz | 32 MB    | 6 VME-Steckplätze (Desktop)                           |
| 4/310  | Stingray | Sun 4300  | Cypress Semiconductor CYC7C601, Texas Instruments 8847 FPU    | 25 MHz    | 32 MB    | 3 VME-Steckplätze (Desktop)                           |
| 4/330  | Stingray | Sun 4300  | Cypress Semiconductor CYC7C601, Texas Instruments 8847 FPU    | 25 MHz    | 96 MB    | 3 VME-Steckplätze und 2 Speichersteckplätze (Desktop) |
| 4/350  | Stingray | Sun 4300  | Cypress Semiconductor CYC7C601, Texas Instruments 8847 FPU    | 25 MHz    | 224 MB   | 5 VME-Steckplätze (Desktop)                           |
| 4/360  | Stingray | Sun 4300  | Cypress Semiconductor CYC7C601, Texas Instruments 8847 FPU    | 25 MHz    | 224 MB   | 12 VME-Steckplätze (Desktop)                          |
| 4/370  | Stingray | Sun 4300  | Cypress Semiconductor CYC7C601, Texas Instruments 8847 FPU    | 25 MHz    | 224 MB   | 12 VME-Steckplätze (Desktop)                          |
| 4/380  | Stingray | Sun 4300  | Cypress Semiconductor CYC7C601, Texas Instruments 8847 FPU    | 25 MHz    | 224 MB   | 12 VME-Steckplätze (Rack)                             |
| 4/390  | Stingray | Sun 4300  | Cypress Semiconductor CYC7C601, Texas Instruments 8847 FPU    | 25 MHz    | 224 MB   | 16 VME-Steckplätze (Desktop)                          |
| 4/470  | Sunray   | Sun 4400  | Cypress Semiconductor CY7C601, Texas Instruments 8847 FPU     | 33 MHz    | 768 MB   | 16 VME-Steckplätze (Desktop)                          |
| 4/490  | Sunray   | Sun 4400  | Cypress Semiconductor CY7C601, Texas Instruments 8847 FPU     | 33 MHz    | 768 MB   | 12 VME-Steckplätze (Rack)                             |

Sun 4/110, 4/150, 4/260 und 4/280 Systeme, welche mit dem Sun 4300 CPU board aufgerüstet wurden, wurden entsprechend als Sun 4/310, 4/350, 4/360 und 4/380 bezeichnet.

## Varianten
- Sun-4c: Diese Variante verfügt anstatt von einem VMEBus-System über ein 32-Bit-SBus-System und führte eine neue MMU-Architektur ein. Die SPARCstation 1 war das erste Sun-4c-Modell.

- Sun-4e: Diese Variante kombiniert das VME-System mit der Sun-4c-Architektur. Sie wurde in den eingebetteten SPARCengine 1 (Sun 4/E) VME Controllern eingesetzt. Die Sun-4e-Architektur wurde ursprünglich von Force Computers entwickelt und dann von Sun lizenziert.

- Sun-4m: Ursprünglich eine auf dem MBus-System basierende Multiprozessor-Variante, die in der SPARCserver 600MP Reihe eingeführt wurde. Sie bezeichnet auch Einzelprozessor-Systeme mit SPARC V8-Architektur, wie die SPARCstation 5

- Sun-4d: Eine auf bis zu 20 Prozessoren erweiterbare Multiprozessor-Variante, die auf dem XDBus-System basiert. Sie wurde in den SPARCserver 1000 und SPARCcenter 2000 Reihen eingesetzt.

- Sun-4u: Diese Variante führte die 64-Bit UltraSPARC (SPARC V9) Prozessor-Architektur und die UPA-Prozessorverbindung ein. Sie wurde erstmals in der Sun Ultra Reihe eingesetzt.

- Sun-4u1: Diese Variante bezeichnet die 64-Kern-Multiprozessor-Architektur des Enterprise 10000 (Starfire) Systems.

- Sun-4v: Diese Variante basiert auf der Sun-4u-Architektur und erweitert sie um Hypervisor Virtualisierung. Sie wurde erstmals im UltraSPARC T1 System eingesetzt.